# Pavel Mogilevets
Pavel Sergejevitsj Mogilevets (Russisch: Павел Серге́евич Могилевец - Kingisepp, 25 januari 1993) is een Russisch voetballer die bij voorkeur als middenvelder speelt. Hij stroomde in 2011 door vanuit de jeugd van Zenit Sint-Petersburg. Mogilevets debuteerde in mei 2014 in het Russisch voetbalelftal.

## Clubcarrière
Mogilevets debuteerde op 19 mei 2013 in het eerste team van FK Zenit Sint-Petersburg,  tegen Volga Nizjni Novgorod. In de winter van 2014 werd hij uitgeleend aan Roebin Kazan.

## Nationaal team
Mogilevets werd 12 mei 2014 door bondscoach Fabio Capello opgenomen in de voorselectie van het Russisch voetbalelftal voor het wereldkampioenschap voetbal 2014. Vervolgens debuteerde hij op 26 mei 2014 in de nationale selectie in een oefeninterland tegen Slowakije. Oorspronkelijk behoorde Mogilevets niet tot de definitieve selectie voor het WK, maar toen Roman Sjirokov geblesseerd afhaakte, werd hij alsnog geselecteerd als diens vervanger. Op het toernooi zelf kwam Mogilevets niet in actie.